# Auressio

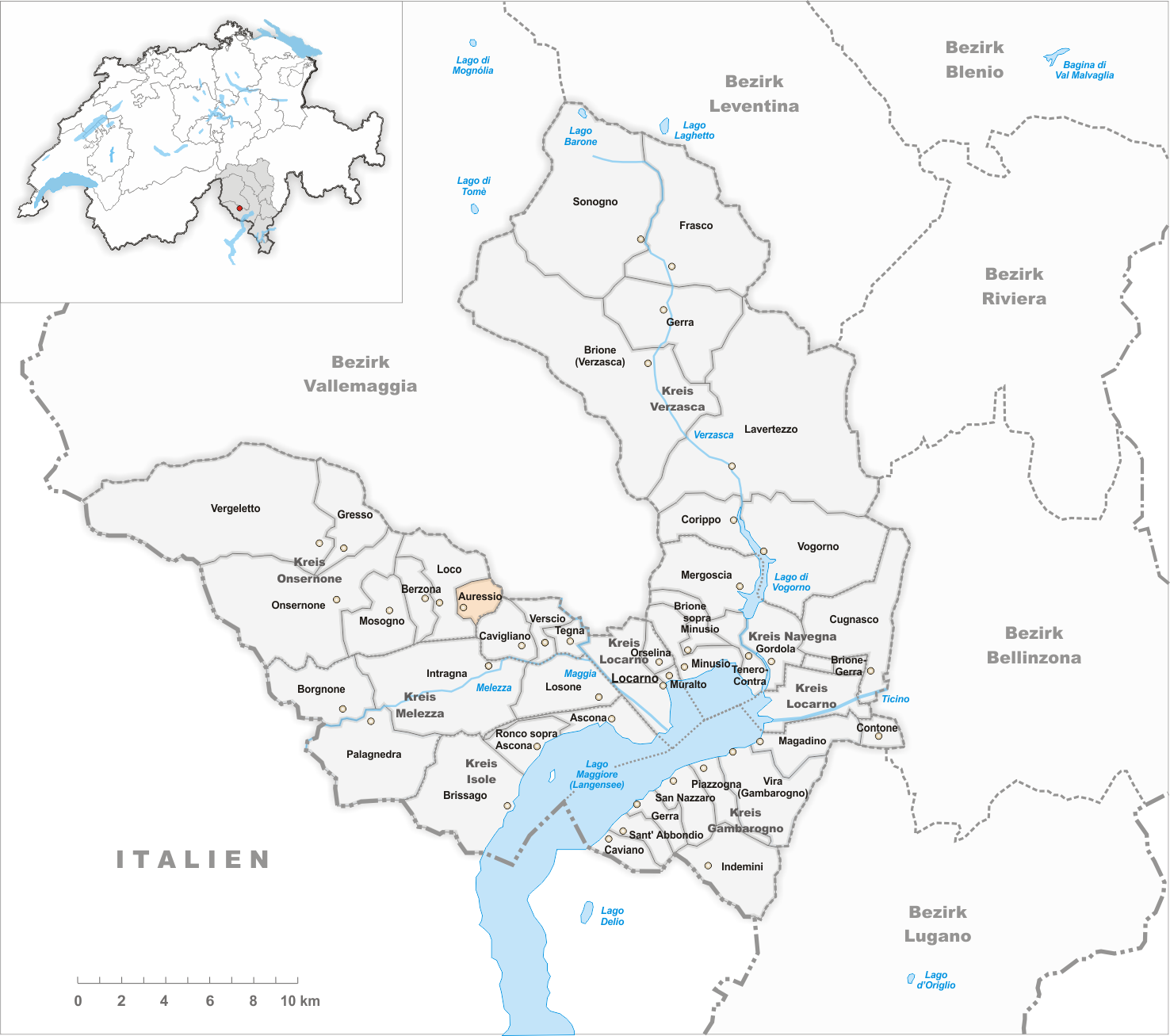
Gemeindestand vor der Fusion am 13. April 2001

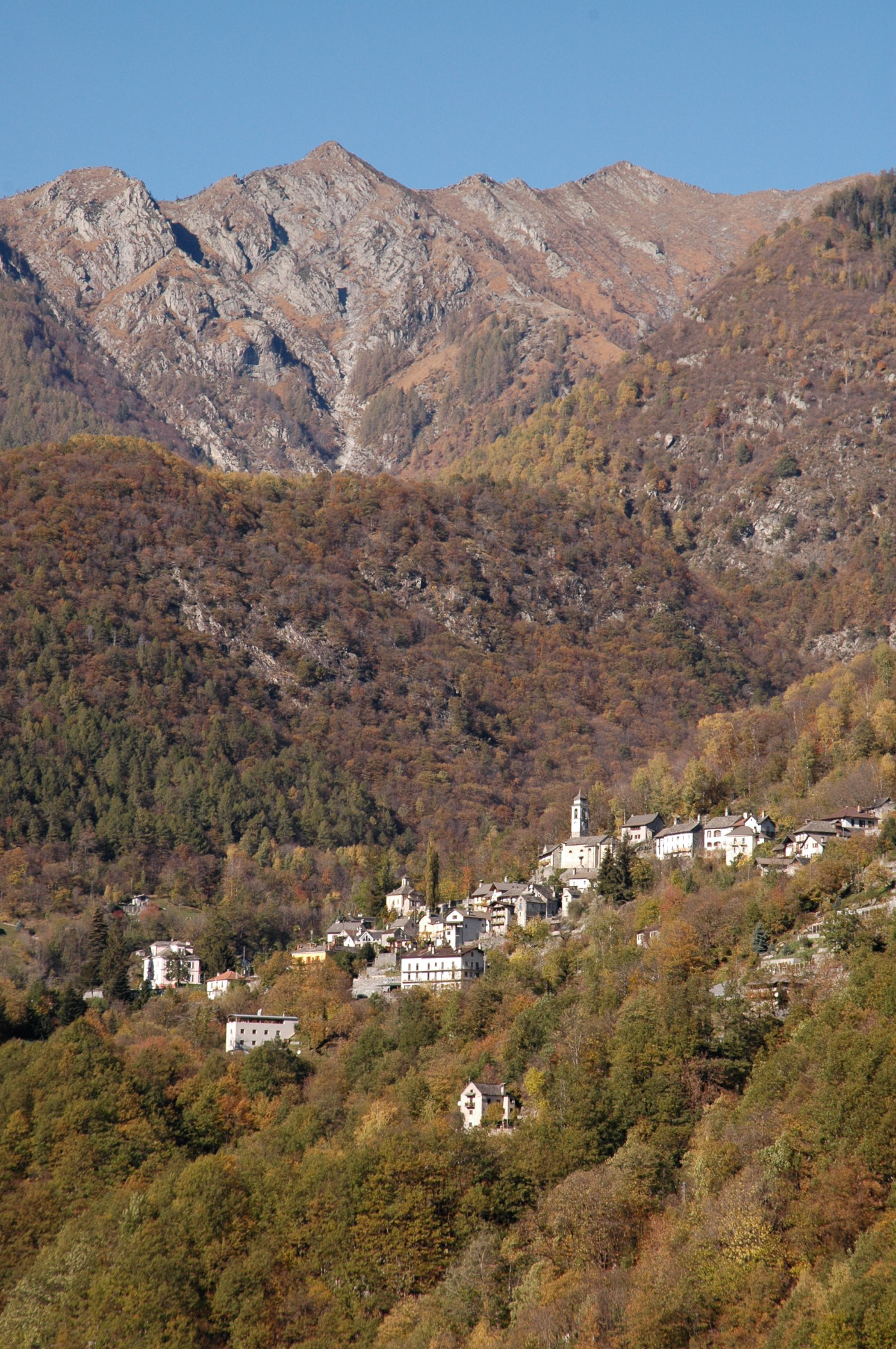
Auressio mit Pizzo Peloso im Hintergrund

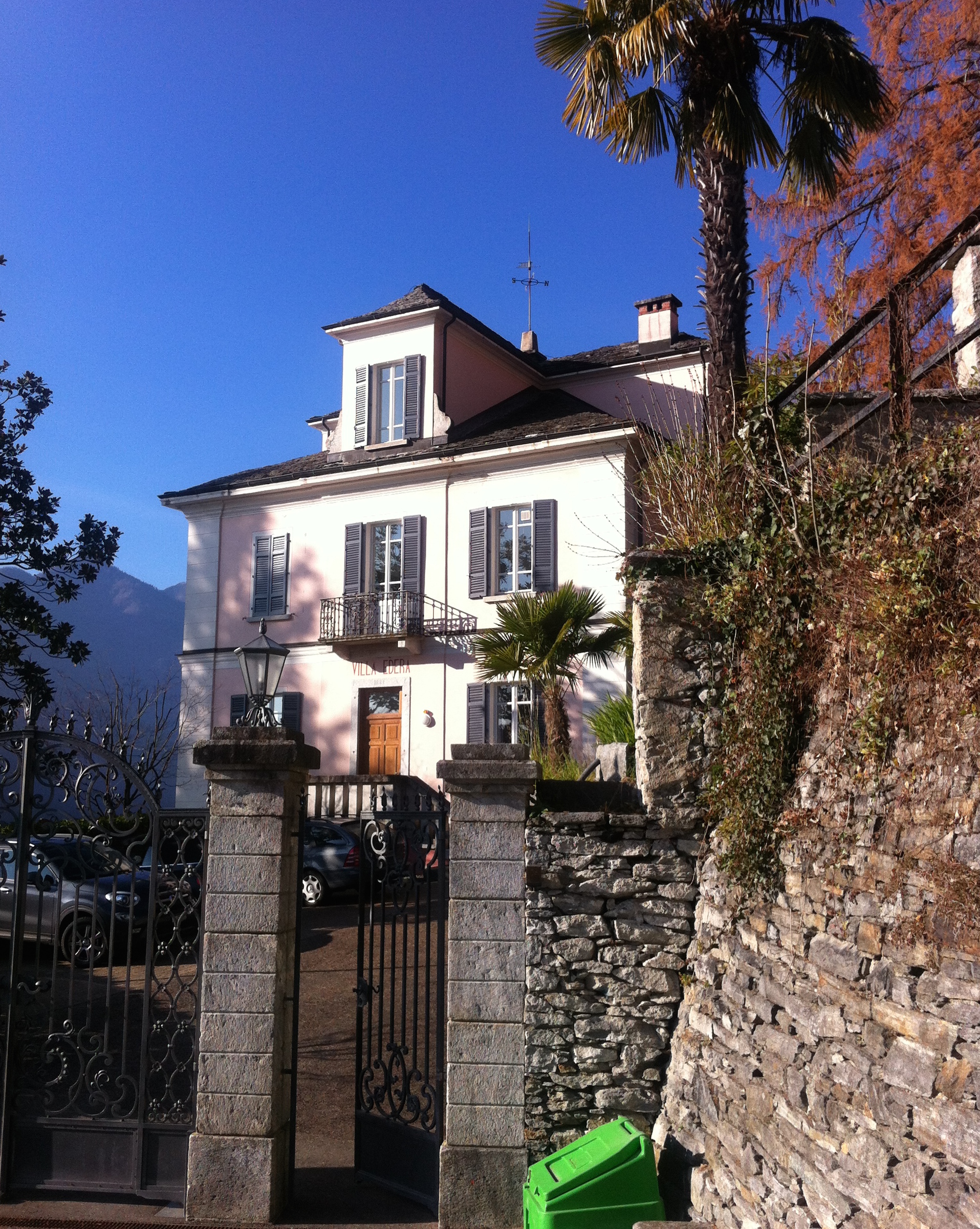
Villa Edera in Auressio, erbaut 1888

Brücke Ponte Oscuro (kolorierte Schwarzweiss-Foto von 1940)

Auressio ist eine Ortschaft in der Gemeinde Onsernone im Schweizer Kanton Tessin. Bis nach der Jahrtausendwende bildete Auressio eine eigene politische Gemeinde.

## Geographie
Das Dorf liegt auf 631 m ü. M. im Valle Onsernone, 12 km westlich von Locarno. Als unterstes Dorf im Onsernonetal liegt es an der Strasse von Cavigliano nach Vergeletto und Spruga.

## Geschichte
1233 findet sich Auressio als Oraxio erstmals erwähnt.
Die Kirche S. Antonio Abate wurde 1526 fertiggestellt und bildete eine Pfarrei mit Loco. Erst 1792 wurden die Pfarreien getrennt.
Bis zum 19. Jahrhundert war das Dorf stärker als das übrige Onsernonetal mit dem Pedemonte verbunden. Erst durch die neue Kantonsstrasse wurde die Verbindung zu den anderen Taldörfern erleichtert.
Im September 1800 ging von Auressio das Zeichen zur Erhebung des Onsernonetals gegen das helvetische Regiment und die französischen Besatzungstruppen im Tessin aus. Der Präfekt von Lugano befahl die militärische Besetzung von Auressio und die Auslieferung von acht Bürgern. Eine Abteilung, die zur Ausführung dieses Befehls ausgezogen war, wurde mit einem Hagel von schweren Steinen empfangen, welche die Bauern vom Berg herunterrollen liessen. Eine zweite Expedition konnte infolge des starken Regens nicht ausgeführt werden, und als die dritte das Dorf endlich besetzte, hatten sich die Urheber des Aufstandes in Sicherheit gebracht.
Von 2001 bis 2015 bildete Auressio zusammen mit Berzona und Loco die Gemeinde Isorno. 2016 schloss sich Isorno der Gemeinde Onsernone an. Auressio bildet aber nach wie vor eine eigenständige Bürgergemeinde.

## Bevölkerung
Einwohnerzahlen: Volkszählungsdaten
Nach dem Zweiten Weltkrieg wurden Ackerbau und Weidewirtschaft fast vollständig aufgegeben. Die früher kurzzeitigen, periodischen Auswanderungen nahmen allmählich endgültigen Charakter an. Später stieg die Attraktivität der Gegend infolge verbesserter Verkehrsverbindungen an und führte Ende des 20. Jahrhunderts zu einem erneuten Anwachsen der Bevölkerung. Die meisten Bewohner leben in Auressio und arbeiten in und um Locarno.

## Sehenswürdigkeiten
Das Dorfbild ist im Inventar der schützenswerten Ortsbilder der Schweiz (ISOS) als schützenswertes Ortsbild der Schweiz von nationaler Bedeutung eingestuft.
- Pfarrkirche Sant’Antonio Abate, geweiht 1526[9]
- Villa Edera (1887/1888), Architekt Paolo Antonio Calzonio, heute Jugendherberge[9]
- Romanische Steinbrücken südlich des Dorfes Richtung Collo und ca. 4 km davon entfernt in Cavigliano (Ponte di Cràtolo) am früheren Saumpfad (mulattiera) zwischen Cavigliano und Auressio über Cresmino Case, Cràtolo di Sotto und Giardino[9]
- heute verlassene Trassee der ältesten Kantonsstrasse (carozzabile) ins Onsernone von 1849 mit steinernen Bogenbrücken[9]

## Persönlichkeiten
(Sortierung nach Geburtsjahr)
- Pacifico Peverada (* 22. Oktober 1844 in Auressio; † 15. Oktober 1921 ebenda), Stiefvater von Ermenegildo Peverada, Bildhauer, Stuckateur, Zeichenlehrer in der Schule San Carlo in Turin, tätig in 35 Kirchen in Kanton Tessin, Piemont, Ligurien und Istambul[10][11]
- Gebhard Werner von der Schulenburg, Pseud. Gebhard Werner (1881–1958), deutscher Theaterautor und Romancier[12]
- Alfred Fernand Armand Dürig alias Armand Schulthess (1901–1972), Schweizer Objekt- und Textkünstler. Er schuf Beschriftete Tafeln und Objekte auf seinem Grundstück in Auressio
- Emil Gerber (* 12. September 1909 in Zürich; † 3. Januar 1982 in Auressio), Schriftsteller, Lyriker, Schauspieler[13]